# خوش‌نوای لرد هووی
خوش‌نوای لرد هووی (نام علمی: Gerygone insularis) نام یک گونه منقرض‌شده از سرده خوش‌نوا است.